# Pickstown (Dakota del Sur)
Pickstown es un pueblo ubicado en el condado de Charles Mix en el estado estadounidense de Dakota del Sur. En el Censo de 2010 tenía una población de 201 habitantes y una densidad poblacional de 119,95 personas por km².

## Geografía
Pickstown se encuentra ubicado en las coordenadas 43°4′4″N 98°31′48″O / 43.06778, -98.53000. Según la Oficina del Censo de los Estados Unidos, Pickstown tiene una superficie total de 1.68 km², de la cual 1.68 km² corresponden a tierra firme y (0%) 0 km² es agua.

## Demografía
Según el censo de 2010, había 201 personas residiendo en Pickstown. La densidad de población era de 119,95 hab./km². De los 201 habitantes, Pickstown estaba compuesto por el 82.59% blancos, el 0% eran afroamericanos, el 10.45% eran amerindios, el 0.5% eran asiáticos, el 0% eran isleños del Pacífico, el 0% eran de otras razas y el 6.47% pertenecían a dos o más razas. Del total de la población el 1% eran hispanos o latinos de cualquier raza.